# Neale Hanvey
James Neale Hanvey, né le 28 décembre 1964 à Belfast,, est un homme politique du Parti national écossais (SNP) puis de l'Alba Party qui est député de Kirkcaldy et Cowdenbeath de 2019 à 2024. 

## Jeunesse
Né à Belfast, Neale Hanvey fait ses études au lycée Glenrothes avant d'entamer une carrière de vingt-cinq ans au sein du National Health Service. En 2005, il est nommé infirmier directeur de division pour le cancer rare à l'hôpital Royal Marsden. Il contribue à des manuels de médecine.

## Carrière politique
De retour en Écosse en 2012, Hanvey est élu conseiller du Parti national écossais lors des élections locales écossaises de 2012 pour le quartier central de Dunfermline à Fife. Pendant son temps en tant que conseiller, Hanvey est le porte-parole du SNP pour la santé et les soins sociaux, le coordinateur du groupe SNP, et ensuite le chef du groupe SNP en 2017, mais il perd son siège aux élections locales de 2017. En octobre 2019, il est choisi comme candidat du SNP pour la circonscription de Kirkcaldy et Cowdenbeath aux élections générales de 2019.

### Suspension et réadmission au SNP
En novembre 2019, il est suspendu du parti à la suite d'allégations selon lesquelles il a publié des messages antisémites sur les réseaux sociaux deux ans plus tôt, dans lesquels il comparait le traitement israélien des Palestiniens au traitement des Juifs pendant la Seconde Guerre mondiale,. En conséquence, le SNP retire son soutien à sa campagne, mais il reste candidat du parti sur le bulletin de vote car la date limite du 14 novembre 2019 pour les nominations est déjà passée. Hanvey accepte la suspension et s'excuse pour les messages incriminés, déclarant qu'il est « sincèrement et profondément désolé» et que «Bien que je ne me considère en aucun cas comme antisémite [sic], à la réflexion, le langage que j'ai utilisé était, et c'est clairement inacceptable ».
Hanvey est élu député de Kirkcaldy et Cowdenbeath aux élections générales de 2019, remportant le siège de la secrétaire écossaise fantôme du Parti travailliste écossais Lesley Laird avec une majorité de 1243 voix. Il siège en tant que député indépendant lors de son élection.
Au cours de sa suspension du SNP, Hanvey est conseillé par l'Antisemitism Policy Trust (APT) et participe à plusieurs activités de l'APT au Parlement . Il rencontre également le Conseil écossais des communautés juives pour s'excuser en personne et les remercier pour leur «générosité d'esprit et leur volonté d'aider» pendant cette période.
En mars 2020, le comité de conduite du SNP convient que Hanvey peut être réadmis au parti en mai 2020,. Le SNP publie une déclaration le 2 juin pour confirmer que la suspension de six mois de Hanvey du parti a pris fin le 27 mai et qu'il rejoindrait désormais le groupe parlementaire pour siéger en tant que député du SNP,.
Le 2 juillet 2020, il est nommé membre du SNP et porte-parole du Westminster Health and Social Care Select Committee.
En novembre 2020, un an après sa suspension, Hanvey est élu au comité de conduite des membres du SNP.

## Vie privée
Hanvey est l'un des 45 députés ouvertement LGBT. Il vit à Fife avec son mari et ses deux enfants.